# Église Saint-Valery de Tœufles
Pour les articles homonymes, voir Église Saint-Valery.
L'église Saint-Valery de Tœufles est une église protégée des monuments historiques, située sur le territoire de la commune de Tœufles, dans le département français de la Somme.

## Historique
L'église de Tœufles a été construite au XIIIe siècle et remaniée au XVIe. Elle est protégée au titre des monuments historiques pour sa charpente y compris les voussures, selon son inscription par arrêté du 15 juin 1926.

## Caractéristiques
C'est la charpente de l'église qui en est l'élément le plus remarquable avec ses sablières et ses blochets sculptés. L'église conserve plusieurs statues anciennes  classées monuments historiques au titre d'objets : 
- un saint évêque,
- une Vierge à l'Enfant, en calcaire peint (XIVe siècle),
- saint Antoine ermite en bois peint (XVIe siècle),
- sainte Catherine en bois (XVIe siècle),
- Sainte Barbe en chêne (XVIe siècle),
- saint évêque bénissant (peut-être saint Nicolas) en pierre (XVIe siècle),
- Saint Valery, en bois bruni (XVIe siècle)[3].